# Áyios Geórgios Kalyvíon
Áyios Geórgios Kalyvíon (Agios Georgios Kalyvion) är en ort i Grekland.   Den ligger i prefekturen Nomós Aitolías kai Akarnanías och regionen Västra Grekland, i den centrala delen av landet, 220 km väster om huvudstaden Aten. Áyios Geórgios Kalyvíon ligger 27 meter över havet och antalet invånare är 266.
Terrängen runt Áyios Geórgios Kalyvíon är kuperad västerut, men österut är den platt. Runt Áyios Geórgios Kalyvíon är det ganska tätbefolkat, med 172 invånare per kvadratkilometer. Närmaste större samhälle är Agrínio, 11,2 km öster om Áyios Geórgios Kalyvíon. Trakten runt Áyios Geórgios Kalyvíon består till största delen av jordbruksmark.